# Stockton Rush
Richard Stockton Rush III (ur. 31 marca 1962 w San Francisco, zm. 18 czerwca 2023 w Oceanie Atlantyckim) – amerykański przedsiębiorca, inżynier, pilot. Współzałożyciel i dyrektor generalny firmy OceanGate, która specjalizuje się w budowie załogowych batyskafów przeznaczonych do eksploracji głębi morza i turystyki głębinowej. 18 czerwca 2023 zginął wraz z załogą na pokładzie batyskafu Titan podczas wyprawy na dno Północnego Atlantyku w celu oględzin wraku statku RMS Titanic.

## Życiorys
Był potomkiem dwóch sygnatariuszy Deklaracji Niepodległości Stanów Zjednoczonych: Benjamina Rusha i Richarda Stocktona. W 1984 roku ukończył studia z zakresu inżynierii kosmicznej na Uniwersytecie Princeton. W 1989 roku samodzielnie zbudował eksperymentalny samolot, którym sam latał. W jednym z wywiadów stwierdził, że jako dziecko pragnął polecieć w kosmos albo zostać pilotem myśliwca. Pracował jako pilot, planując wziąć udział w wyprawie na Marsa. W wieku 44 lat uznał, że wyprawa na Marsa jest nierealna i zdecydował, że pragnie eksplorować dno oceanu. W 2010 roku założył firmę OceanGate, której celem było rozwijanie komercyjnej turystyki do głębin morza. W grudniu 2018 batyskaf Titan, należący do firmy, był pierwszym prywatnym załogowym batyskafem, który zniżył się 4 km pod powierzchnię oceanu. Koszt rejsu w 2019 wynosił 125 tys. dolarów, w 2023 cena wzrosła do 250 tys. dolarów.

## Śmierć
Podczas wycieczki do wraku Titanica łodzią podwodną Titan, wraz z Hamishem Hardingiem, Paulem-Henrym Nargeoletem, oraz Shahzadą Dawoodem i jego synem Sulemanem, po godzinie i czterdziestu pięciu minutach doszło do utraty kontaktu ze statkiem Polar Prince. Rozpoczęły się poszukiwania. Straż Przybrzeżna Stanów Zjednoczonych została poinformowana o zaginionym statku. Titan miał wystarczający zapas powietrza na 96 godzin dla pięciu pasażerów na pokładzie, który miał się wyczerpać rankiem 22 czerwca.
W dniu 22 czerwca ogłoszono odnalezienie szczątków Titana w odległości 500 metrów od wraku RMS Titanica. Wiceadmirał John Mauger z United States Coast Guard stwierdził, że znalezione szczątki są zgodne z „katastrofalną utratą komory ciśnieniowej”, co doprowadziło do implozji łodzi. Członkowie załogi Titana ponieśli śmierć 18 czerwca, zanim rozpoczęły się poszukiwania.